# Малый уголок
«Малый уголок» (англ. The Narrow Corner) — роман английского писателя Уильяма Сомерсета Моэма, написанный в 1932 году.
Название романа взято из цитаты римского императора Марка Аврелия из его сборника афористических мыслей «К самому себе», которая также является эпиграфом к самому роману: «…Сколь мала жизнь человека, и сколь мал уголок земли, где он живёт».

## Сюжет
Молодой австралиец путешествует по островам Малайского архипелага, скрываясь от обвинения в убийстве в Сиднее. Здесь он встречает любовь, что приводит к новой трагедии.

## Экранизации
Роман был экранизирован в 1933 году, режиссёром Альфредом Э. Грином, с участием Дугласа Фэрбенкса-младшего в роли Фреда Блейка, Патриции Эллис в роли Луизы Фрис и Ральфом Беллами в роли Эрика Кристессена.